# Máy in LED

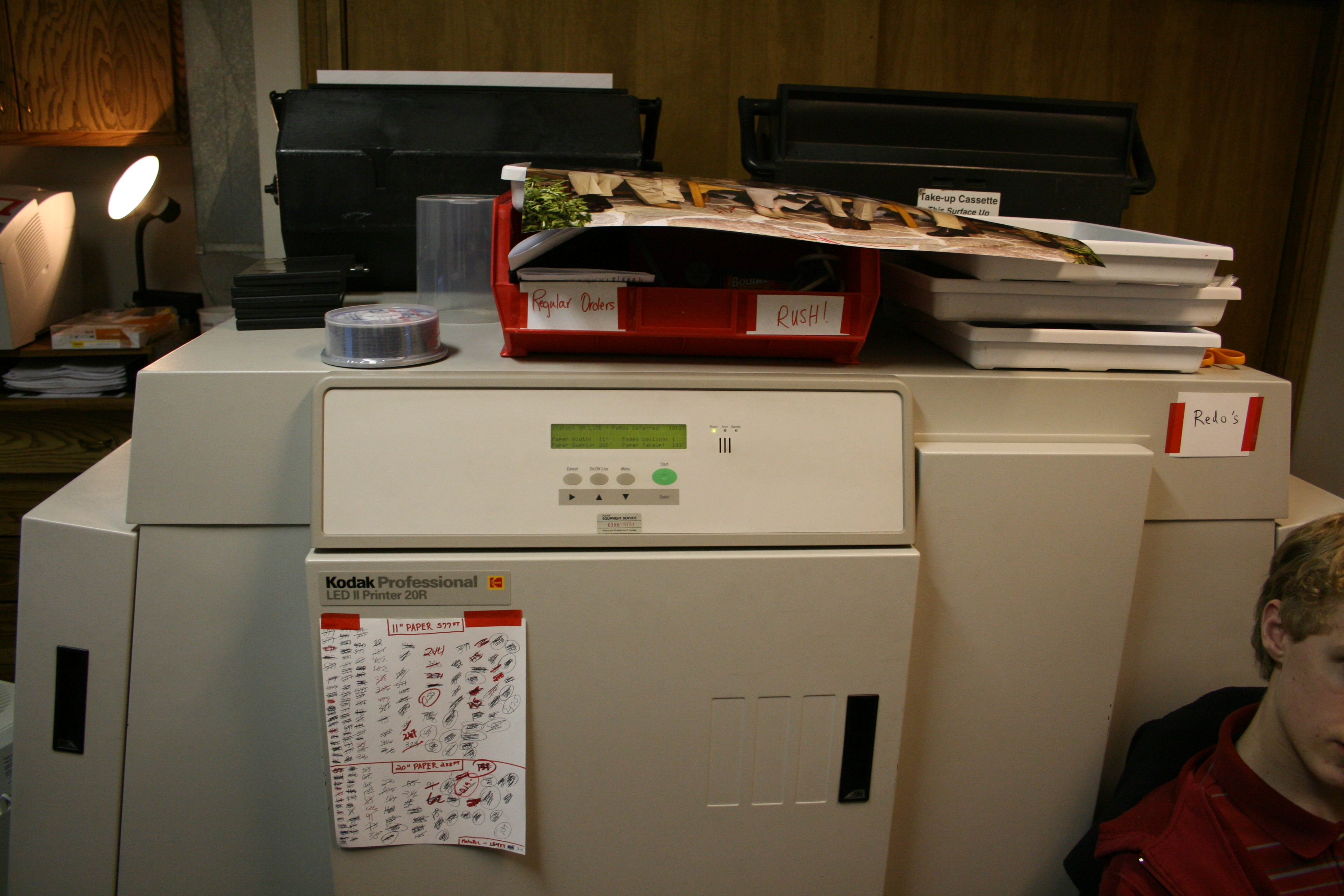
Kodak LED printer

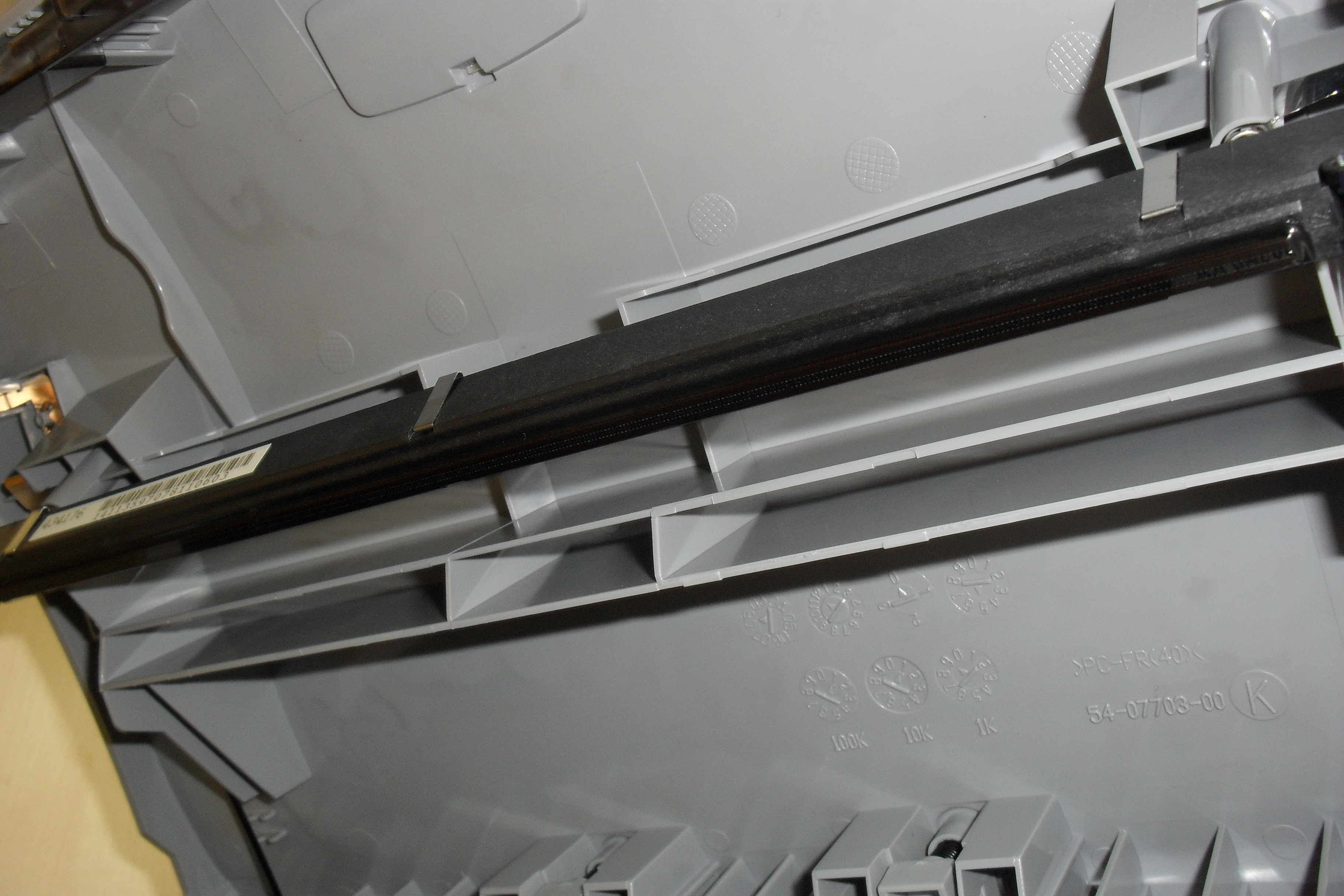
Đầu in Oki LED

Máy in LED là loại máy in kỹ thuật số theo quy trình xerography, dùng dãy đèn LED để tạo ảnh quang điện theo từng dòng in để đưa lên đối tượng in.
Máy in LED làm việc tương tự như máy in laser, trong đó hình ảnh từng dòng in được truyền đến dãy LED để chiếu lên trống in (hoặc đai in), thay cho việc dùng tia laser quét hình ảnh dòng in đó lên trống. Vì thế đầu in LED không cần chuyển động ngang, có độ tin cậy cao hơn và ít hao mòn cơ học hơn đầu in laser. Việc chế tạo đầu in LED hiện rẻ hơn và có thể có tốc độ in nhanh hơn so với một số thiết kế dựa trên laser.
Trong thực tế gần đây LED được sử dụng là diode laser để có tia sáng chụm và đạt độ phân giải cao, và nhiều hãng dùng tên "LED Laser Printer" cho các sản phẩm của mình.

## Lịch sử
Oki Electric Industry tuyên bố đã tạo ra máy in LED đầu tiên vào năm 1981. Một biến thể được thương mại hóa có tên OPP6220 được phát triển vào năm 1986. Đây là một máy in đơn điệu nhỏ gọn với độ phân giải 240 dpi và tốc độ 16 ppm. Một mô hình năm 1989 được gọi là OL400 đã được ghi nhận vì chi phí thấp. Đến năm 1997, Oki đã đẩy độ phân giải lên 1200 dpi và đã sản xuất các mô hình được nâng cấp để xử lý giấy có kích thước A3. OKIPAGE 8c từ năm 1998 là máy in LED màu đầu tiên cho hãng FPV. Nó chỉ đơn giản là sử dụng một dãy gồm bốn cặp đèn LED.

## Các phát triển
OKI Data cũng phát triển các máy in LED đặc biệt sử dụng hệ thống mực màu CMYW thay vì CMYK. Máy in OKI 920WT và 711WT đã được phát triển cho ngành sản xuất trang trí, thay thế các loại mực đen ("K") bằng mực trắng. Mục đích là để cho phép ứng dụng truyền nhiệt cho các loại vải tối màu và duy trì sự sống động của màu sắc. Đèn LED ngay lập tức in và làm khô hình ảnh đầy đủ màu sắc trên một vật liệu giống như nhung, sau đó được ép nhiệt vào một tấm dính để sử dụng.